# Lawrence Gordon
Lawrence Gordon (ur. 25 marca 1936 w Yazoo City) – amerykański producent filmowy, telewizyjny i wykonawczy. Specjalizuje się najczęściej w realizowaniu filmów akcji. Niektóre z jego najpopularniejszych produkcji to Predator (1987), Szklana pułapka (1988), Szklana pułapka 2 (1990), Predator 2 (1990), Na fali (1991), Boogie Nights (1997) i Lara Croft: Tomb Raider (2001).

## Życiorys

### Wczesne lata
Gordon dorastał w żydowskiej rodzinie w Belzoni, w stanie Missisipi. Ukończył Tulane University w Nowym Orleanie.

### Kariera
Po przeprowadzce do Los Angeles, rozpoczął karierę producenta w 1964, pracując dla Aarona Spellinga, jako scenarzysta i producent współpracujący w realizowaniu serialu telewizyjnego Prawo Burke’a. W szybkim czasie awansował i został mianowany producentem wykonawczym w ABC i Screen Gems.
W 1970 został mianowany kluczowym wykonawczym w wytwórni American International Pictures i został wymieniony jako producent wykonawczy w filmie Johna Miliusa, Dillinger (1973). Odszedł ze stanowiska światowego szefa produkcji w 1973, w celu wyprodukowania swojej pierwszej solowej produkcji, Ciężkie czasy (1975) dla Columbii Pictures. W 1978 wyprodukował dwa dochodowe filmy, Kaskaderzy i Koniec, w obu główną rolę zagrał aktor Burtem Reynoldsem.
Wspólnie z Walterem Hillem zamierzał zrealizować film The Last Gun. Finansowanie ostatecznie upadło, więc stworzyli film Wojownicy (1979).
Na początku lat 80. stworzył serial telewizyjny Matt Houston.  W latach 1984–1986 pełnił funkcję prezesa w wytwórni 20th Century Fox.
W 1989 wyprodukował film Pole marzeń, który otrzymał nominację do Oscara dla najlepszego filmu. Następnie założył własną wytwórnię Largo Entertainment, wspieraną oraz należącą do japońskiego przedsiębiorstwa przemysłu elektronicznego, JVC.
Gordon miał także niezależny kontrakt z wytwórnią Universal Pictures pod szyldem Lawrence Gordon Productions. W ramach Lawrence Gordon Productions, wyprodukował takie filmy, jak m.in. Jumpin’ Jack Flash (1986), Boogie Nights (1997), Superbohaterowie (1999), Lara Croft: Tomb Raider (2001), Lara Croft Tomb Raider: Kolebka życia (2003), Hellboy (2004), Hellboy: Złota armia (2008), Hellboy (2019) i Watchmen: Strażnicy (2009).
Ma trójkę dzieci, w tym m.in. filmowca i muzyka, George’a Josepha, który jest żonaty z siostrą nieżyjącego już felietonisty Wall Street Journal, Michaela J. Ybarry.

## Filmografia

### Filmy

#### Producent
- Ciężkie czasy (1975)
- Koniec (1978)
- Kierowca (1978)
- Wojownicy (1979)
- Xanadu (1980)
- Ojcostwo (1981)
- Jekyll i Hyde... znowu razem (1982)
- 48 godzin (1982)
- Ulice w ogniu (1984)
- Miliony Brewstera (1985)
- Jumpin’ Jack Flash (1986)
- Predator (1987)
- Kto tu zwariował? (1988)
- Szklana pułapka (1988)
- Pole marzeń (1989)
- K-9 (1989)
- Osadzony (1989)
- Rodzinny interes (1989)
- Następne 48 godzin (1990)
- Szklana pułapka (1990)
- Predator 2 (1990)
- Człowiek rakieta (1991)
- Na fali (1991)
- Powrót do ZSRR (1992)
- Obsesja namiętności (1992)
- Dr. Giggles (1992)
- Druga miłość (1992)
- Strażnik czasu (1994)
- Wodny świat (1995)
- Zdrada (1997)
- Ukryty wymiar (1997)
- Superbohaterowie (1999)
- Lara Croft: Tomb Raider (2001)
- K-PAX (2001)
- Lara Croft Tomb Raider: Kolebka życia (2003)
- Hellboy (2004)
- Hellboy: Złota armia (2008)
- Watchmen: Strażnicy (2009)
- Hellboy (2019)

#### Producent wykonawczy
- Dillinger (1973)
- Kulisty piorun (1977)
- Kaskaderzy (1978)
- Niewłaściwi faceci (1988)
- Lewiatan (1989)
- Boogie Nights (1997)
- K-911 (1999)
- K-9: Prywatny detektyw (2002)

#### Podziękowania
- Pięciu braci (2020)

### Seriale/Miniseriale/Filmy TV

#### Producent
- Wojownicy (TBA)

#### Producent wykonawczy
- The Missing Are Deadly (1975)
- Home Cookin' (1975)
- Dog and Cat (1977)
- Lacy and the Mississippi Queen (1978)
- Stunts Unlimited (1980)
- Renegaci (1982)
- Just Our Luck (1983)
- Lone Star (1983)
- The Streets (1984)
- Matt Houston (1982–1984)
- Our Family Honor (1985–1986)
- Strażnik czasu (1997–1998)
- Hellboy - Miecz Burz (2006)
- Hellboy - Krew i żelazo (2007)

#### Producent konsultingowy
- Watchmen (2019)

## Nagrody
- Nagroda Akademii Filmowej
  - Najlepszy film
  - 1990: Pole marzeń
- Nagroda Emmy
  - Nagroda Emmy
  - 2007: Hellboy – Miecz Burz